# Phil Smith
Pour les articles homonymes, voir Philip Smith et Smith.
Philip (Phil) Arnold Smith (né le 22 avril 1952 ;  mort le 30 juillet 2002) était un joueur américain de basket-ball qui disputa neuf saisons en National Basketball Association (NBA).

## Carrière universitaire
Meneur de jeu d'1,93 m issu de l'université de San Francisco, Smith ne fut pas immédiatement recruté à sa sortie du lycée "George Washington" de San Francisco. Après avoir obtenu son diplôme un semestre auparavant, Smith suivit son frère aîné, commençant les cours du soir à l'université de San Francisco. Après l'avoir vu joué lors d'un match amical sur le campus, il fut recruté par l'entraîneur Bob Gaillard, qui l'inscrivit dans l'équipe freshman (la NCAA ne permettant pas aux freshmen de jouer à l'université à cette époque) où il inscrivit 16.7 points par match de moyenne. Il fut le meilleur marqueur lors de chacune de ses trois saisons avec 15.0, 18.7, et 20.7 points par match, pour une moyenne en carrière de 18.1 points par match et étant sélectionné dans la All-West Coast Conference lors de ces trois années. Les "Dons" participèrent au tournoi final NCAA en 1972 se classant 4e en Western Regional après s'être incliné face à Weber State et terminant en elite eight lors du tournoi 1973 et 1974, où ils s'inclinèrent à chaque fois face à UCLA de John Wooden. Il fut alors drafté au 1er rang de la draft ABA 1973 par les Virginia Squires, mais ne voulut pas quitter les collège si tôt. Il fut nommé dans la All-American team lors de son année senior. Inscrivant un total de 1523 points en carrière, il est devenu le 9e meilleur marqueur de l'histoire de USF. Le 17 février 2001, son numéro 20 fut retiré à la mi-temps d'un match contre l'université de San Diego. Il est l'un des cinq joueurs à avoir vu son numéro retiré par l'université de San Francisco. Il fut nommé premier du Top-50 WCC athletes of all-time en 2001.

## Carrière professionnelle
Après sa saison senior, il fut sélectionné au 32e rang de la Draft de la NBA par les Golden State Warriors au 2e tour en 1974. Smith passa six saisons avec les Warriors. Lors de sa saison rookie en 1975, il inscrivit 7,7 points à 48 % de réussite aux tirs en 74 rencontres et fut membre de l'équipe des Golden State Warriors championne NBA. L'année suivante, il devint titulaire et réussit sa meilleure moyenne en carrière avec 20.0 points par match en 82 matchs. Smith fut à deux reprises All-Star (1976 et 1977), glana une sélection dans la All-NBA second-team en 1976 et en All-NBA defensive second-team cette même année. Il disputa 9 saisons (1974-1983) en National Basketball Association (NBA), pour les Warriors, les San Diego Clippers et les Seattle SuperSonics. Smith termina sa carrière NBA avec un total de 9 924 points et une moyenne de 15.1 points par match. Une rupture du tendon d'Achille au début de la saison 1979-1980 causa un déclin de sa carrière.

## Personnel
Il était le 3e d'une famille de 9 enfants née à San Francisco. Il fut marié 27 ans avec et eut 5 enfants: Alicia, Philip, Amber, Martin et Peter. Martin joua en NCAA avec l'équipe des California Golden Bears de 2002 à 2006 ; Peter est meneur de jeu au lycée "Escondido". Il avait cinq petits-enfants Makayla, Philip Michael, Cameron, Avery et Isaiah.
Le 27 septembre est décrété comme le « Phil Smith Day » à San Francisco, Californie, décision prise par l'ancien maire Willie Brown.
Philip Smith est décédé au « Palomar Medical Center » à Escondido, Californie à la suite de complications dues à un cancer, après une bataille de cinq ans contre la maladie. Il avait 50 ans.